# Gerald Kaufman (homme politique, 1930)
Pour les articles homonymes, voir Kaufman et Gerald Kaufman.
Gerald Bernard Kaufman, né le 21 juin 1930 à Leeds et mort le 26 février 2017, est un homme politique britannique.

## Biographie
Kaufman naît à Leeds et est le plus jeune des sept enfants de Louis et Jane Kaufman, tous deux Juifs polonais ayant déménagé en Angleterre avant la Première Guerre mondiale. Il fait ses études à la Leeds Grammar school et est diplômé en philosophie, politique et économie de l'université d'Oxford. Pendant son séjour, il est secrétaire de l'University Labor Club, où il empêche Rupert Murdoch de se porter candidat parce qu’il avait enfreint la règle de la Société interdisant la prospection.

## Publications (sélection)
- (en) How to Live Under Labour, 1964 comme coauteur
- (en) The Left: A symposium, 1966 comme éditeur
- (en) To Build the Promised Land, 1973
- (en) How to be a Minister, 1980  (ISBN 0-571-19080-4)
- (en) Renewal: Labour's Britain in the 1980s, 1983 comme éditeur
- (en) My Life in the Silver Screen, 1985
- (en) Inside the Promised Land, 1986
- (en) Meet Me in St Louis, British Film Institute, 1994  (ISBN 9780851705019)